# V545 Возничего
V545 Возничего (лат. V545 Aurigae) — одиночная переменная звезда в созвездии Возничего на расстоянии (вычисленном из значения параллакса) приблизительно 29978 световых лет (около 9191 парсеков) от Солнца. Видимая звёздная величина звезды — от +16,5m до +16,11m.

## Характеристики
V545 Возничего — жёлтая пульсирующая переменная звезда типа RR Лиры (RRC:) спектрального класса G. Эффективная температура — около 4965 K.